# Función de acidez
Una función de acidez es una medida de la acidez de un medio o sistema de disolventes, generalmente expresada en términos de su capacidad para donar protones a (o aceptar protones de) un soluto (acidez de Brønsted). La escala de pH es, con mucho, la función de acidez más utilizada, y es ideal para soluciones acuosas diluidas. Se han propuesto otras funciones de acidez para diferentes entornos, especialmente la función de acidez de Hammett, H0, para medios superácidos y su versión H modificada - para medios superbásicos. El término función de acidez también se usa para las mediciones realizadas en sistemas básicos, y el término función de basicidad es poco común. 
Las funciones de acidez de tipo Hammett se definen en términos de un medio tamponado que contiene una base B débil y su ácido conjugado BH+: 
{\displaystyle H_{0}={\rm {p}}K_{\rm {a}}+\log {{c_{\rm {B}}} \over {c_{\rm {BH^{+}}}}}}
donde pKa es la constante de disociación ácida de BH+. Se midieron originalmente utilizando nitroanilinas como bases débiles o indicadores ácido-base y midiendo las concentraciones de las formas protonadas y no protonadas con espectroscopia UV-visible. También se pueden usar otros métodos espectroscópicos, como la RMN. La función H- se define de manera similar para bases fuertes: 
{\displaystyle H_{-}={\rm {p}}K_{\rm {a}}+\log {{c_{\rm {B^{-}}}} \over {c_{\rm {BH}}}}}
Aquí BH es un ácido débil usado como un indicador ácido-base, y B− es su base conjugada. 

## Comparación de las funciones de acidez con acidez acuosa
En solución acuosa diluida, las especies de ácido predominante es el ion hidrógeno hidrato H3O+ (o más exactamente [H(OH2)n]+). En este caso, H0 y H− son equivalentes a los valores de pH determinados por la ecuación del búfer o la ecuación de Henderson-Hasselbalch. Sin embargo, un valor H0 de −21 (una solución al 25% de SbF5 en HSO3F ) no implica una concentración de iones de hidrógeno de 10 21 mol / dm³ : tal "solución" tendría una densidad más de cien veces mayor que una estrella de neutrones. Más bien, H0 = −21 implica que la reactividad (poder de protonación) de los iones de hidrógeno solvatados es 1021 veces mayor que la reactividad de los iones de hidrógeno hidratados en una solución acuosa de pH 0. Las especies reactivas reales son diferentes en los dos casos, pero ambas pueden considerarse fuentes de H+, es decir, ácidos de Brønsted. El ion hidrógeno H+ nunca existe solo en una fase condensada, ya que siempre está solvatado en cierta medida. El alto valor negativo de H0 en mezclas de SbF5/HSO3F indica que la solvatación del ion hidrógeno es mucho más débil en este sistema de solvente que en el agua. Otra forma de expresar el mismo fenómeno es decir que SbF5·FSO3H es un donante de protones mucho más fuerte que H3O+. 